# Іденгайм
Іденгайм (нім. Idenheim) — громада в Німеччині, розташована в землі Рейнланд-Пфальц. Входить до складу району Бітбург-Прюм. Складова частина об'єднання громад Бітбургер-Ланд.
Площа — 7,73 км2. Населення становить 443 ос. (станом на 31 грудня 2020).

## Галерея

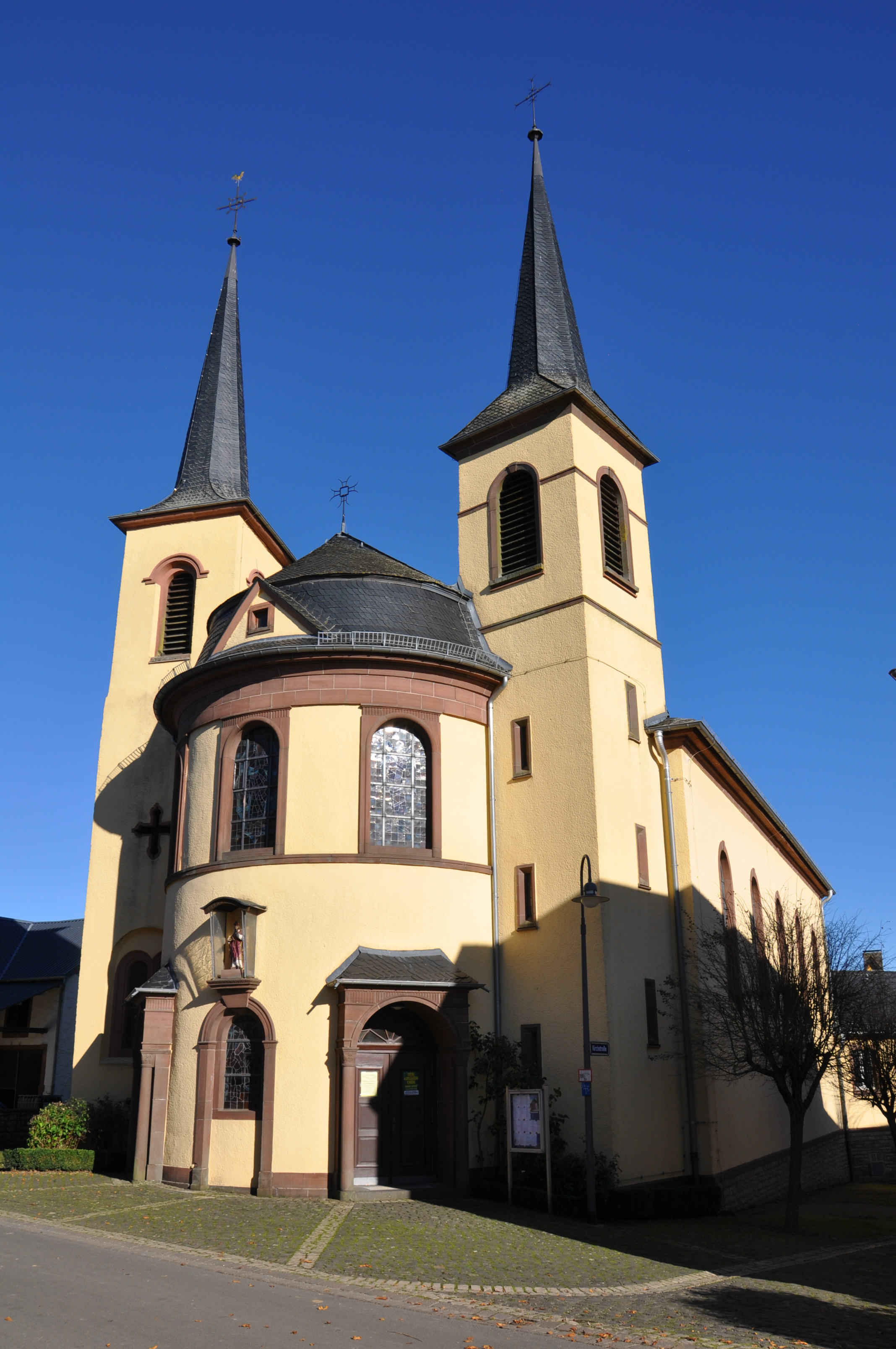